# Kanakapura
Kanakapura is een dorp in het district Ramanagara van de Indiase staat Karnataka. 

## Demografie
Volgens de Indiase volkstelling van 2001 wonen er 47.047 mensen in Kanakapura, waarvan 52% mannelijk en 48% vrouwelijk is. De plaats heeft een alfabetiseringsgraad van 66%. 